# کریستینا استانکو
 کریستینا استانکو (انگلیسی: Cristina Stancu؛ زاده ۱۰ مارس ۱۹۹۰) یک تنیس‌باز اهل رومانی است. 